# الأقليات في تركيا
| المجموعات العرقية في تركيا (تقديرات 2016) | المجموعات العرقية في تركيا (تقديرات 2016) | المجموعات العرقية في تركيا (تقديرات 2016) | المجموعات العرقية في تركيا (تقديرات 2016) | المجموعات العرقية في تركيا (تقديرات 2016) |
| ----------------------------------------- | ----------------------------------------- | ----------------------------------------- | ----------------------------------------- | ----------------------------------------- |
| المجموعات العرقية                         | المجموعات العرقية                         |                                           | في المائة                                 | في المائة                                 |
| أتراك                                     | أتراك                                     |                                           | 70–75%                                    | 70–75%                                    |
| كرد                                       | كرد                                       |                                           | 19%                                       | 19%                                       |
| أخرى (عرب، آشوريون، يونانيون.. إلخ        | أخرى (عرب، آشوريون، يونانيون.. إلخ        |                                           | 6–11%                                     | 6–11%                                     |

تشكل الأقليات في تركيا جزءًا كبيرًا من سكان البلاد، إذ تمثل ما بين 25-28% من السكان. كان الإسلام الدين الرسمي والمهيمن تاريخيًا في الإمبراطورية العثمانية، وكان للمسلمين حقوق أكثر من غير المسلمين، الذين كانت حقوقهم مقيدة. صُنفت المجموعات العرقية الدينية غير المسلمة (أهل الذمة) قانونيًا بمختلف الملل (الأمم).
أصبح جميع المسلمين العثمانيين من المواطنين أو جزءًا من الأمة التركية الحديثة بعد انتهاء الحرب العالمية الأولى وانهيار الدولة العثمانية، إذ تشكلت جمهورية تركيا التي تأسست حديثًا كدولة أمة إسلامية. نظرت السياسة القومية التركية إلى جميع المسلمين في تركيا على أنهم أتراك (التُرك) دون استثناء، وصنفت الأقليات غير المسلمة، مثل اليهود والمسيحيين، على أنهم «أمم أجنبية» (أهل الذمة). وعلى العكس من ذلك، استُخدم مصطلح الترك (مصطلح للمسلمين) للإشارة إلى جميع المجموعات في المنطقة التي أسلمت تحت الحكم العثماني، وخاصة المسلمين الألبان والمسلمين السلافيين.
حددت معاهدة لوزان لعام 1923 الأرمن واليونانيين واليهود والمسيحيين بشكل عام كأقليات عرقية (أهل الذمة). لم يُمنح هذا الوضع القانوني للأقليات المسلمة، مثل الأكراد، الذين شكلوا أكبر أقلية بفارق كبير، ولا أي من الأقليات الأخرى في البلاد. لا تجمع البيانات حول التركيبة العرقية للبلاد رسميًا في تركيا الحديثة، على الرغم من وجود تقديرات مختلفة. بقي القانون ينظر إلى جميع المواطنين المسلمين كأتراك، بغض النظر عن عرقهم أو لغتهم، على النقيض من الأقليات غير المسلمة، التي ما زالت تُصنف على أنهم من «غير الأتراك» ومن ثم فإن أكبر أقلية عرقية، الأكراد، الذين يدينون بالإسلام في الغالب، يصنفون على أنهم «أتراك» ببساطة. نصت اتفاقية الصداقة بين تركيا وبلغاريا، المؤرخة في 18 أكتوبر 1925، على الاعتراف بالأقلية البلغارية رسميًا في تركيا، ولكن لم يعد هناك أي وجود للأقلية البلغارية في تركيا. قضت محكمة أنقرة الإدارية للدائرة الثالثة عشرة في 18 يونيو 2013 بالإجماع أن الآشوريين مدرجون كمستفيدين من معاهدة لوزان، إذ سُمح للآشوريين بفتح أول مدرسة تدرس بلغتهم الأم.
يُعتقد أن الحكومة التركية تُقلل من تقدير عدد الأقليات العرقية، ومن ثم، فإن العدد الدقيق لأعضاء الجماعات العِرقية المسلمة غير معروف، وذلك يشمل العرب والألبان والبوسنيين والشركس والشيشان والأبخاز وتتار القرم واللاز والأرمن الهمشين والأكراد والبوماك والغجر الأتراك واليونانيين البنطيين، إضافة إلى مجموعات أصغر مثل الدوم واللوم وشعب الفالهاديس والمسلمين اليونانيين والمسلمين الكريتيين والنانتينيت والأيمرخيفيين.
إن العديد من الأقليات المسلمة غير التركية هم من أحفاد المسلمين (المهاجرين) الذين طُردوا من الأراضي التي فقدتها الإمبراطورية العثمانية المتقلصة، مثل البلقان وجبال القوقاز. اندمجت الغالبية العظمى منهم في الأغلبية التركية وتزوجوا منهم، واعتمدوا اللغة التركية وأسلوب الحياة التركي، على الرغم من أنهم لا يعرفون أنفسهم بالضرورة كأتراك، خاصة البوماك. تقوي سياسات التتريك والقومية التركية العدوانية هذه الاتجاهات.

## الأقليات العرقية

### الأبدال
مجموعات من البدو الرحل وشبه الرحل الذين يعيشون بشكل رئيسي في وسط وغرب الأناضول. ويتحدثون لغة خاصة بهم وهم علويون.

### الأفغان
يمثل الأفغان واحدة من أكبر مجموعات المهاجرين غير النظاميين في تركيا. كان عدد الأفغان الذين قُبض عليهم خلال الفترة بين عامي 2003 و2007 كبيرًا، مع مضاعفة الإحصاءات تقريبًا خلال العام الماضي. كان معظمهم قد فر من الحرب في أفغانستان، وفي عام 2005، بلغ عدد اللاجئين من أفغانستان 300 شخص، ما شكل نسبة كبيرة من المهاجرين المسجلين في تركيا. كان معظمهم منتشرين في المدن التابعة، مع كون فان وأغري أكثر المواقع تحديدًا. ازداد عدد الأفغان الذين دخلوا تركيا بشكل كبير في السنوات التالية، ليحتلوا المرتبة الثانية بعد المهاجرين من العراق. قُدر عدد الأشخاص المصنفين ضمن فئة العراق-أفغانستان بحوالي 16000 شخص في عام 2009. أكدت التقارير وجود المئات الذين يعيشون ويعملون في تركيا، على الرغم من الانخفاض الكبير المقدر بنسبة 50% بحلول عام 2010، وقد شكل الأفغان اعتبارًا من يناير 2010، سدس اللاجئين وطالبي اللجوء البالغ عددهم 26000 ناجٍ. كان من المتوقع أن يرتفع عددهم بحلول نهاية عام 2011 إلى 10000، ما يجعلهم أكبر مجموعة ويتجاوزون المجموعات الأخرى.

### الأفارقة
وصل عدد من الأفارقة إلى الإمبراطورية العثمانية منذ عدة قرون مضت، وسلكوا عادةً الطرق عبر زنجبار باسم الزنج ومن أماكن مثل النيجر والمملكة العربية السعودية وليبيا وكينيا والسودان، واستقروا في وديان دالامان ومندريس وجيديز ومنافجات وتشوكوروفا. ذُكرت الأحياء الأفريقية في إزمير في القرن التاسع عشر، بما في ذلك صابرتاشي ودولابكويو وتاماشليق وإيكيشيشيميلك وباليكويو، في السجلات المعاصرة. كان لمدينة أولسيني الساحلية في الجبل الأسود مجتمعها من السود بسبب تجارة الرقيق في الإمبراطورية العثمانية التي ازدهرت في البلقان، ونتيجة لتجارة الرقيق ونشاط القراصنة، يُقال إن حوالي 100 شخص من السود عاشوا في أولسيني حتى عام 1878. نشر الجيش العثماني أيضًا ما يقدر بنحو 30 ألف جندي وفارس من السود الأفارقة في حملته في المجر خلال الحرب النمساوية التركية في الفترة بين عامي 1716-1718.

### الألبانيون
قدر تقرير صادر عن مجلس الأمن القومي التركي في عام 2008 أن حوالي 1.3 مليون شخص من أصل ألباني يعيشون في تركيا، وأكثر من 500 ألف شخص يعترفون بأصولهم ولغتهم وثقافتهم. أشارت تقديرات أخرى إلى أن عدد الأشخاص في تركيا من أصل ألباني أو خلفية ألبانية يصل إلى ما يقدر بحوالي 5 ملايين.
ومع ذلك، فإن هذه الافتراضات التي تضعها الحكومة التركية محل خلاف من قبل العديد من الباحثين الذين يزعمون أنها لا أساس لها.

### العرب
يبلغ عدد العرب في تركيا حوالي مليوني نسمة، ويعيش معظمهم في المحافظات القريبة من الحدود السورية، ولا سيما منطقة هاتاي، حيث شكلوا خمسي السكان عام 1936.
شكلوا مع اللاجئين السوريين في الآونة الأخيرة ما يصل إلى 5.3% من السكان، ومعظمهم من المسلمين السنة. ومع ذلك، هناك مجموعة صغيرة من العلويين، وأخرى من المسيحيين العرب (معظمهم في محافظة هاتاي) على تواصل مع الكنيسة الأرثوذكسية الأنطاكية.
شهدت تركيا تدفقًا كبيرًا من العراقيين بين عامي 1988 و1991 بسبب كل من الحرب الإيرانية العراقية وحرب الخليج الأولى، إذ دخل البلاد ما بين 50,000 إلى 460,000 عراقي تقريبًا.
يشمل السوريون في تركيا المهاجرين من سوريا إلى تركيا، وكذلك أحفادهم، ويقدر عدد السوريين في تركيا بأكثر من 3.58 مليون شخص اعتبارًا من أبريل 2018، ويتألف في الغالب من لاجئي الحرب الأهلية السورية.

### الآشوريون
كان الآشوريون في يوم من الأيام أقلية عرقية كبيرة في الإمبراطورية العثمانية، ولكن بعد الإبادة الجماعية الآشورية في أوائل القرن العشرين، قُتل الكثير منهم وشرّدوا أو انتهى بهم الأمر إلى الهجرة. يعيش الباقون منهم بأعداد صغيرة في جنوب شرق تركيا الأصلي (على الرغم من أنهم بأعداد أكبر من المجموعات الأخرى التي قُتلت في الإبادة الجماعية الأرمنية أو اليونانية) وفي إسطنبول. يبلغ عددهم حوالي 30,000 شخص وهم جزء من الكنيسة السريانية الأرثوذكسية والكنيسة الكلدانية الكاثوليكية وكنيسة المشرق.